# تونی ویدن
تونی ویدن (انگلیسی: Tony Weeden؛ زادهٔ ۲۵ ژوئیهٔ ۱۹۸۲) بازیکن بسکتبال اهل ایالات متحده آمریکا است.